# UFC Fight Night: Rozenstruik vs. Gane
UFC Fight Night: Rozenstruik vs. Gane（ユーエフシー・ファイトナイト：ホーゼンストライク・バーサス・ガーヌ、別名UFC Fight Night 186、UFC on ESPN+ 44）は、アメリカ合衆国の総合格闘技団体「UFC」の大会の一つ。2021年2月27日、ネバダ州ラスベガスのUFC APEXで開催された。

## 大会概要
本大会ではジャルジーニョ・ホーゼンストライクとシリル・ガーヌのヘビー級戦が組まれた。

## 試合結果

### プレリミナリーカード
第1試合 210.5ポンド契約 5分3R
○  ダスティン・ジャコビー vs.  マキシム・グリシン ×
3R終了 判定3-0（29-28、29-28、29-28）
※グリシンの体重超過によりライトヘビー級から変更
第2試合 バンタム級 5分3R
○  ロニー・ローレンス vs.  ビンス・カチェロ ×
3R 2:38 TKO（パウンド）
第3試合 女子バンタム級 5分3R
○  アレクシス・デイビス vs.  サビーナ・マゾ ×
3R終了 判定3-0（30-27、30-27、30-26）
第4試合 ライト級 5分3R
○  ティアゴ・モイゼス vs.  アレクサンダー・ヘルナンデス ×
3R終了 判定3-0（30-27、30-27、29-28）

#### メインカード
第5試合 フェザー級 5分3R
○  アレックス・カサレス vs.  ケビン・クルーム ×
3R終了 判定3-0（30-26、30-26、30-27）
第6試合 バンタム級 5分3R
○  ペドロ・ムニョス vs.  ジミー・リベラ ×
3R終了 判定3-0（30-27、30-27、29-28）
第7試合 女子フライ級 5分3R
△  マイラ・ブエノ・シウバ vs.  モンタナ・デ・ラ・ロサ △
3R終了 判定1-0（28-27、28-28、28-28）
第8試合 ライトヘビー級 5分3R
○  マゴメド・アンカラエフ vs.  ニキータ・クリーロフ ×
3R終了 判定3-0（29-28、29-28、29-28）
第9試合 ヘビー級 5分5R
○  シリル・ガーヌ vs.  ジャルジーニョ・ホーゼンストライク ×
5R終了 判定3-0（50-45、50-45、50-45）

### 各賞
ファイト・オブ・ザ・ナイト：ペドロ・ムニョス vs. ジミー・リベラ
パフォーマンス・オブ・ザ・ナイト：ロニー・ローレンス
各選手にはボーナスとして5万ドルが授与された。

### カード変更
負傷などによるカードの変更は以下の通り。